# Маркус Стрембергссон
Маркус Стрембергссон (швед. Markus Strömbergsson, 26 квітня 1975, Евле) — колишній шведський футбольний арбітр. Арбітр ФІФА з 2006 по 2012 рік.
Він є братом Мартіна Стрембергссона, також футбольного арбітра.

## Кар'єра
Дебютував у найвищому шведському дивізіон 2003 року. 1 січня 2006 року отримав статус ФІФА.
Після кількох років роботи в відбіркових раундах Кубка Інтертето та Кубка УЄФА, а також у відбіркових матчах молодіжних збірних, він дебютував у офіційному матчі національних збірних 6 червня 2009 року, коли відсудив зустріч між Азербайджаном та Уельсом і рамках відбору на чемпіонат світу 2010 року. У серпні того ж року він дебютував у плей-оф Ліги Європи, а в грудні наступного року відсудив матч групового етапу цього змагання.
У липні 2010 року був одним з арбітрів юнацького чемпіонату Європи до 19 років, що пройшов у Франції. Тут він відсудив два матчі групового етапу і півфінал.
Влітку 2011 року він судив матчі Молодіжного чемпіонату Європи 2011 року, де знову відпрацював два матчі групового етапу і півфінал; а пізніше в липні він був обраний одним з арбітрів на молодіжний чемпіонат світу у Колумбії.
У листопаді 2011 року дебютував у груповому етапі Ліги чемпіонів у матчі 5 туру між «Баварією» та «Вільяреалом».
У березні 2012 року був призначений додатковим помічником арбітра на Євро-2012 в суддівському штабі співвітчизника Юнаса Еріксона.
1 січня 2013 року втративши статус арбітра ФІФА припинив обслуговування міжнародних матчів, але продовжив арбітраж на національному рівні.
На чемпіонаті Європи 2016 у Франції знову увійшов у суддівський штаб Юнаса Еріксона як додатковий помічник арбітра.
27 травня 2017 року вирішив закінчити свою кар'єру. Останнім матчем, який він відсудив, став «Норрчепінг» — «Гальмстад», який виграли господарі з рахунком 3:2.